# Kanszk
Kanszk (oroszul: Канск) város Oroszország ázsiai részén, a Krasznojarszki határterületen, a Kanszki  járás székhelye.
Népessége: 94 226 fő (a 2010. évi népszámláláskor).

## Elhelyezkedése
A Krasznojarszki határterület déli részén, Krasznojarszktól 247 km-re (vagy 203 km-re) keletre, a Kan (a Jenyiszej mellékfolyója) két partján helyezkedik el. A transzszibériai vasútvonal Krasznojarszk–Tajset közötti szakaszának egyik állomása (Kanszk-Jenyiszejszkij). A városon vezet át a „Szibéria” nevű R255-ös főút (oroszul: ). 
Neve a folyó nevéből származik. A város eredetileg a bal parton épült, a túlsó partra csak az 1930-as évektől kezdett terjeszkedni. A terület az erdős sztyepp övezetben fekszik, a Kanszk-acsinszki-szénmedence keleti részén.

## Története
A mai Kanszktól 43 km-re 1628-ban kisebb orosz faerődítményt létesítettek, amely a helyi kamassz lakosságtól az adó (jaszak) behajtását biztosította. Az erődítményt 1640-ben átköltöztették a mai város helyére, de a burjátok csakhamar felégették, és ugyanez történt az 1677-ben emelt újabb faerőddel. Az első orosz telepesek 1717-ben érkeztek a területre. A település a 18. század közepén kiépített nagy szibériai postaút egyik állomása lett. 1822-ben kapott városi rangot. A 19. század végén néhány kisebb, félig még kézműves üzeme (bőrkikészítés, szappanfőzés) és egy kereskedő által létesített áramfejlesztője működött. Nyolc kő- vagy téglaépülete volt, köztük a Szpasszkij-székesegyház (1814). Lakossága földműveléssel, állattartással és nyaranta aranymosással foglalkozott. 

### 20. század
1896-ban elkészült a vasútállomás épülete, begördült az első vonat, befejeződött a Kan folyó vasúti hídjának építése. 1898-ban a teljes Krasznojarszk–(Kanszk)–Irkutszk vonalon megindult a vasúti közlekedés, ezzel a vidék mezőgazdasági termékeinek (főként gabona-) kereskedelme előtt kelet felé is megnyílt az út. 1931-ben üzembe helyezték a városi villamoserőművet. 1936 tavaszán átadták a folyó közúti hídját, és a bal partra épült város lassan terjeszkedni kezdett a túlsó part felé.
Az 1930-as évek „tisztogatási” hulláma Kanszkot sem kerülte el: 1937 nyarán leégett a város legnagyobb, alig három éves iparvállalata, a malomipari kombinát. A megtorló intézkedésekben a kombinát 14 dolgozóját kivégezték „a fasiszta banditák szándékos gyújtogatása” vádjával, amit a helyi pártvezetőkkel való leszámolás követett. 1938. február 5-én a Gulag rendszer keretében létrehozták a krasznojarszki munkatábort, melyet először Kanszkban helyeztek el. A kb. 10 ezer főből álló KraszLag foglyait a körzet különböző munkáin és helyszínein, többek között a kanszki hidrolízisüzem építésén dolgoztatták.
Közben a város és népessége tovább növekedett, kisebb bölcsödék, óvodák épültek, elkezdődött a vízhálózat kiépítése, új kenyérgyárat avattak. A világháború idején ide evakuált textilgyárak gépeivel 1945 őszén termelni kezdett a textilipari kombinát első két részlege. Üzembe helyezték a nagy hidrolízisüzemet. Később mindkét nagyvállalat dolgozóinak külön-külön lakótelep épült. Az 1960-as évekre Kanszk a szibériai könnyűipar egyik központja lett. Textilipara (pamutfonó- és szövő kombinát, kötöttárugyár), bőripara, élelmiszeripara (malomipar, húsipar, szeszipar) mellett számos fafeldolgozó vállalata működött, a fahulladékot a nagy biokémiai gyár hasznosította. 1960 nyarán Kanszk történetének talán legnagyobb árvizét élte át, a város területének kétharmada került víz alá.

## 21. század

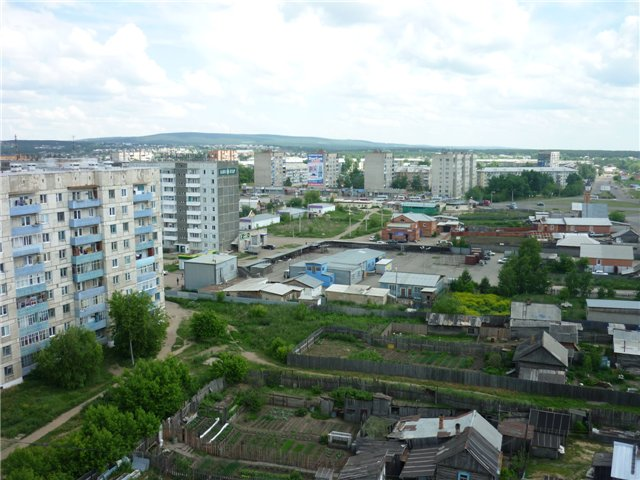
Az egyik lakónegyed (Kan-Perevoz)

A Szovjetunió felbomlása és a gazdasági válság hatására a korábbi nagy iparvállalatok felbomlottak vagy teljesen megszűntek. A 21. század első két évtizedében a gazdaság vezető ágazata a kereskedelem mellett a fafeldolgozás, melyet kis- és középvállalkozások végeznek, és a vasúti szállítás. Üzemel az egykor nagyhírű könnyűfémszerkezetek gyára, valamint az 1958-ban alapított, vasbeton szerkezeteket előállító kombinát. 
Legnagyobb iparvállalata, a textilkombinát már fennállásának 50. évfordulóján, 1995-ben válságos helyzetben volt, a 2000-es évek elején megszűnt. A második világháború idején épült nagy biokémiai gyár 2006-ban csődbe jutott, majd felszámolták.

## Kultúra

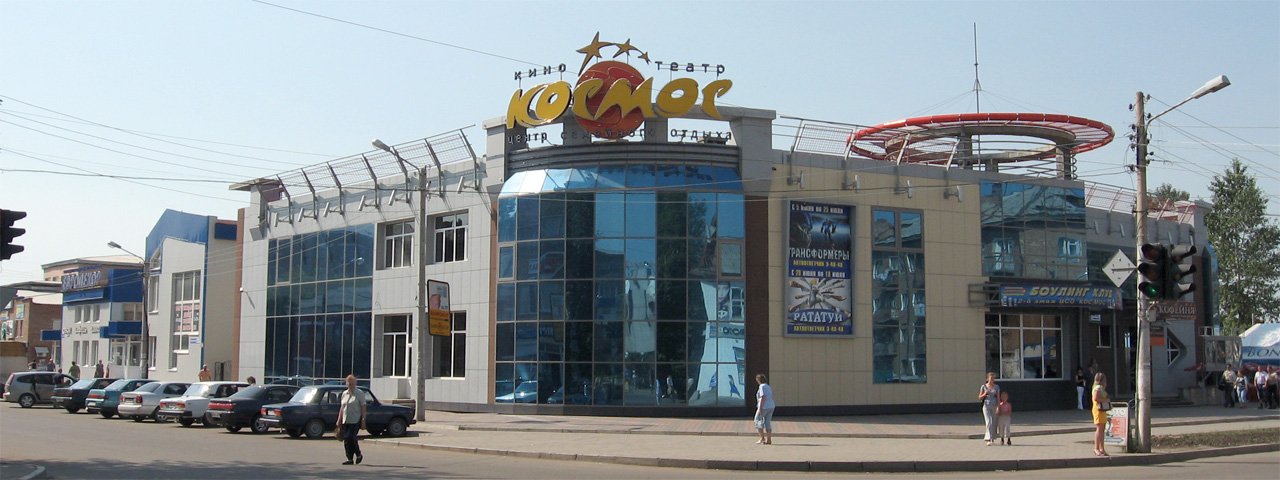
A mozi épülete

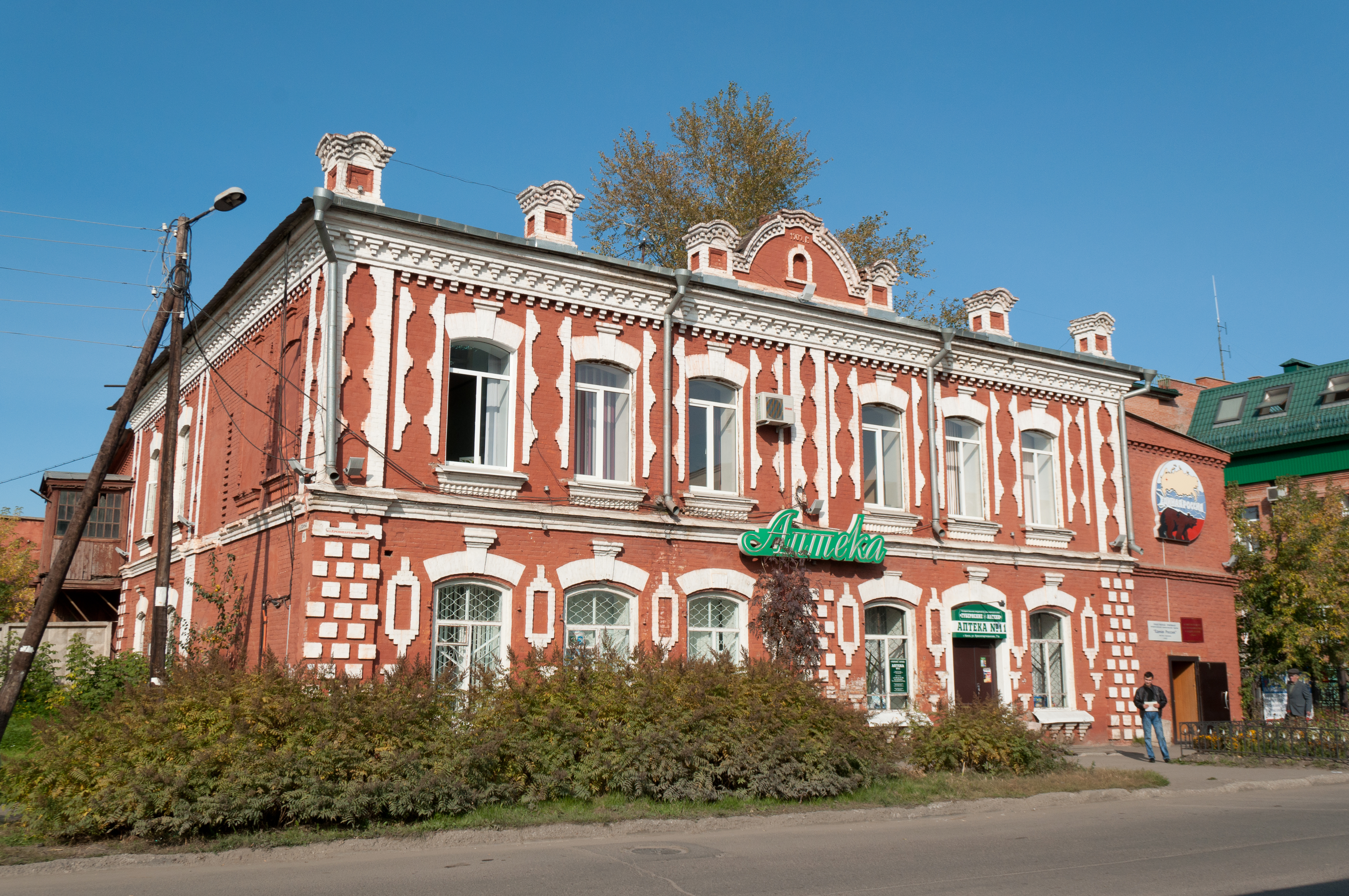
Műemlék épület (1909)

Kanszkban 1907-ben zene- és színművészetet kedvelők társasága alakult, 1920 óta van a városnak színháza, illetve állandó társulata. A színház épületét 1934-ben nyitották meg, de később megsemmisült (leégett?). Az épület nélkül maradt színházat a Szpasszkij-templom épületébe költöztették, ahol 1964–1974 között működött, végül a városi kultúrházban kapott helyet.
Helytörténeti múzeumát 1912-ben alapította a helyi tanoda inspektora. Az intézmény 1974-től (a színház helyén) 2000-ig a Szpasszkij-templom épületében működött. 2001-ben költözött mai épületébe, melyet a helyi nyomda tulajdonosa építtetett a 20. század elején. Ebben kezdte meg vetítéseit 1911-ben az első helyi kinematográf.
A templomot később visszaadták az egyháznak, felújították, 2004-ben kicserélték a kupolákat és a környéket is rendbehozták.
Hagyományossá vált kulturális rendezvény a Kanszki Nemzetközi Videofesztivál. Rendezésének ötlete  nyilván a szójátékból született, hiszen orosz elnevezése a világhírű Cannes-i fesztivállal egybeesik (Каннский фестиваль – Канский фестиваль), 2002 óta mégis rendszeresen megtartják.

## Rendkívüli események
A Kanszkban történt rendkívüli események közül méreteivel kiemelkedik a 2017. május 24-én kitört tűzvész, melyben több mint 70 lakóház – többségük nyilván faház –  leégett. A tűz egy fűrésztelepről terjedt át a közeli lakónegyedre. 2018-ban a főtéren a város egyik legrégebbi téglaépülete kapott lángra és félig kiégett; egy üzlethelyiségben is tűz volt. 2019. januárban egy egyemeletes, fából épült lakóház égett le.